# Ярадуллу
Ярадуллу (азерб. Yaradullu) — село в Татлинском административно-территориальном округе Акстафинского района Азербайджана.

## Этимология
Название села происходит от рода Ярадуллу.

## История
Село было основано переселенцами из села Баллы-Кая Зангезурского уезда Елизаветпольской губернии в начале XX века.
В 1926 году согласно административно-территориальному делению Азербайджанской ССР село относилось к дайре Акстафа Казахского уезда.
С 24 января 1939 года село входило в состав Акстафинского района, который 4 декабря 1959 года был ликвидирован, а населенный пункт передан в состав Казахского района.
Согласно административному делению 1961 и 1977 года село Ярадуллу входило в Татлинский сельсовет Казахского района Азербайджанской ССР.
24 апреля 1990 года село передано в состав новообразованного Акстафинского района. В годы Карабахской войны село часто подвергалось обстрелам.
В 1999 году в Азербайджане была проведена административная реформа и внутри Татлинского административно-территориального округа был учрежден Татлинский муниципалитет Акстафинского района, куда и вошло село.

## География
Село Ярадуллу находится на берегу реки Гасансу.
Село находится в 2 км от центра АТО Татлы, в 17 км от райцентра Акстафа и в 453 км от Баку. Ближайшая железнодорожная станция — Татлы.
Село находится на высоте 561 метров над уровнем моря.

## Население
| Численность населения | Численность населения |
| 1999                  | 2009                  |
| --------------------- | --------------------- |
| 357                   | ↗420                  |

Население преимущественно занимается виноградарством, животноводством, выращиванием зерна.

## Климат
Среднегодовая температура воздуха в селе составляет +13,9 °C. В селе полупустынный климат.

## Инфраструктура
В селе расположены неполная средняя школа, ремесленный клуб, библиотека, медицинский пункт, детский ясли-сад.